# 剑门关站
剑门关站，位于中华人民共和国四川省广元市剑阁县下寺镇，是西成客运专线上的高铁站，2017年12月6日通车启用，由成都铁路局广元车务段管辖。
由于剑阁县是四川省扩权强县试点县，人口较多，辖区内剑门关景区是全国首批公布的国家级风景名胜区，也是广元市打造的“三国文化”旅游业重点。5月12日，四川省政府签署“同意”西成铁路客专线设置剑门关站，并于6月3日正式电告中国铁路总公司设置“剑门关站”。

## 歷史
- 2017年12月6日通车启用。

## 外部連結
- 中国铁路客户服务中心 （页面存档备份，存于）